# Synagoga w Białej (województwo opolskie)
Synagoga w Białej (niem. Synagoge in Zülz) – nieistniejąca synagoga w mieście Biała, w województwie opolskim.

## Historia
W 1582 r. na mocy edyktu cesarskiego Żydzi musieli opuścić Śląsk. Mogli nadal mieszkać jedynie w Białej i Głogowie. Liczba ludności żydowskiej w tym pierwszym mieście szybko rosła i aż do początku XIX w. dominowali oni nad chrześcijanami. W Białej na ul. Judengasse powstała drewniana synagoga. Żydzi starali się o jej rozbudowę, ale władze miejskie odmawiały sprzedania im gruntu. 22 września 1769 r. synagoga i 12 okolicznych domów padły ofiarą pożaru.
Nową, murowaną synagogę w stylu barokowym wzniesiono już w innym miejscu, przy Karisplatz. Po przyznaniu Żydom na początku XIX w. prawa swobodnego osadnictwa zaczęli oni szybko opuszczać Białą. 15 sierpnia 1914 r. zlikwidowano miejscową gminę żydowską, a jej majątek przekazano gminie w Prudniku. Synagoga została zniszczona podczas nocy kryształowej.

## Literatura
- Israel Rabin, Die Juden in Zülz, [w:] Chrząszcz J., Geschichte der Stadt Zülz in Oberschlesien, Zülz 1926, s. 117–160.